# Comune di Gørlev
Il comune di Gørlev, fino al 1º gennaio 2007 è stato un comune danese situato nella contea della Selandia Occidentale, il comune aveva una popolazione di 6 545 abitanti (2006) e una superficie di 92 km². Capoluogo era la cittadina omonima.
Dal 1º gennaio 2007, con l'entrata in vigore della riforma amministrativa, il comune è stato soppresso e accorpato ai comuni di Bjergsted, Hvidebæk e Høng per dare luogo al riformato comune di Kalundborg compreso nella regione della Selandia.